# Nahum Stelmach
Nahum Stelmach (Hebreeuws: נחום סטלמך) (Petach Tikwa, 19 juli 1936 – 27 maart 1999) was een Israëlisch voetballer. Stelmach won met Hapoel Petach Tikwa zesmaal de Ligat Ha'Al. Tevens werd hij 61 keer geselecteerd voor het Israëlisch voetbalelftal. Hierin scoorde hij 22 goals.